# Cirolana meseda
Cirolana meseda är en kräftdjursart som beskrevs av Hobbins och Jones 1993. Cirolana meseda ingår i släktet Cirolana och familjen Cirolanidae. Inga underarter finns listade i Catalogue of Life.